# Bosbingelkruid
Bosbingelkruid of overblijvend bingelkruid (Mercurialis perennis) is een vaste plant uit de wolfsmelkfamilie (Euphorbiaceae). Zowel voor vee als voor de mens is de plant giftig. Het is een rechtopstaande, onvertakte plant met een korte beharing. De soort wordt 20 tot 40 cm hoog. Bij kneuzing van de plant wordt een onaangename geur verspreid. De plant groeit voornamelijk in bossen en op beschaduwde plekken elders. In België is bosbingelkruid vrij zeldzaam. In Nederland is het zeldzaam, maar komt wel voor in krijtgebied. De plant is tweehuizig (er zijn aparte mannelijke en vrouwelijke planten).
Een gelijkende soort is tuinbingelkruid of eenjarig bingelkruid (Mercurialis annua).

## Kenmerken
De bladeren hebben een elliptische vorm en een korte steel. Het blad is gezaagd en kortbehaard.
De bloemen zijn groen, eenslachtig en vrij onbeduidend. De mannelijke bloemen zitten in een onderbroken aar. De vrouwelijke bloemen vormen een tros. Bosbingelkruid bloeit van maart tot juni.
De plant draagt behaarde, tweelobbige, 6-8 mm lange vruchten.

## Onderscheid met tuinbingelkruid
In tegenstelling tot tuinbingelkruid heeft de plant uitlopers in de grond. Bosbingelkruid heeft donkergroen blad, terwijl die van tuinbingelkruid lichtgroen zijn. Bij bosbingelkruid staan de vrouwelijke bloemen op een lange steel, terwijl ze bij tuinbingelkruid zittend zijn. De vruchten van tuinbingelkruid zijn minder dicht behaard en kleiner dan die van het bosbingelkruid. 

## Plantengemeenschap
Bosbingelkruid is een kensoort voor het eiken-haagbeukenbos (Stellario-Carpinetum).